# Morske (Crimea)
Morske o Morskoye (en ucraniano: Морське; en ruso: Морское; en tártaro de Crimea: Qapsihor) es una ciudad que pertenece a la República Autónoma de Crimea de Ucrania, parte del municipio de Sudak, aunque de facto es controlada y administrada por Rusia dentro de la República de Crimea.

## Historia
Anteriormente, el asentamiento se conocía como el pueblo de Kapsijor (en tártaro de Crimea: Qapsihor). Tras la deportación forzada de los tártaros de Crimea en 1944, el Presidium del Soviet Supremo de la RSFS de Rusia publicó un decreto el 18 de mayo de 1948, cambiando el nombre del asentamiento junto con muchos otros en Crimea de sus nombres nativos tártaros de Crimea a sus variantes actuales.

## Demografía
La evolución de la población de Morske entre 1897 y 2022 fue la siguiente:
| 1584                                                          | 1804 | 1894 | 2245 | 2394 | 2590 |
| (Fuente: Cities & Towns of Ukraine y UKRAINE: Größere Städte) |      |      |      |      |      |

Según el censo de 2001, la lengua materna de la mayoría de los habitantes, el 71,27%, es el ruso; del 20,53% es el tártaro de Crimea y del 6,59%, el ucraniano.

## Infraestructura

### Arquitectura, monumentos y lugares de interés
Los restos del castillo de Choban-Kule están cerca del asentamiento.